# Jörg Seidel
Jörg Seidel (* 1967 in Bremerhaven) ist ein deutscher Jazz-Gitarrist und -Sänger, der sich in seinen musikalischen Wurzeln auf Django Reinhardt bezieht.

## Leben
Durch frühe Kontakte zu deutschen Sinti und Roma übernahm Seidel deren Musikstil und spielte unter anderem fünf Jahre lang im Quintett des Heidelberger Sinti-Geigers Wedeli Köhler. Nach dieser Phase erschloss er sich Bebop und den Jazz der West-Coast-Musiker und gründete zusammen mit dem Pianisten Joe Dinkelbach und dem Bassisten Gerold Donker das Jörg Seidel Swing Trio, das mit unterschiedlichen Gästen arbeitet – darunter Bill Ramsey, Ron Williams, Greetje Kauffeld, Ines Reiger und Silvia Droste. In seinem European Swing Trio spielt er mit Hajo Hoffmann und Jean-Louis Rassinfosse. Daneben hat er in Österreich auch mit Erich Kleinschuster gearbeitet. Weiterhin hat er die Gipsy Jazz Connexion gegründet, der neben Hajo Hoffmann die beiden Jazzgeiger Max Grosch und Jörg Widmoser sowie der Bassist Jean-Louis Rassinfosse angehören. Auch tritt er mit Scotty Gottwald auf, seit 2020 auch im Duo Swing das Ding mit Karin Bachner.
Neben seiner Tätigkeit als aktiver Musiker war Seidel auch als Dozent an der Hochschule für Künste Bremen tätig, wo er E-Gitarre unterrichtete. Als Dozent für Jazzgesang unterrichtet er seit 2000 bei der Niederösterreichischen Jazzakademie im Stift Zeillern/A.
Seidel betreibt sein eigenes Label mit dem Namen Swingland-Records.
Seidel ist verheiratet und hat zwei Kinder aus früherer Ehe.

## Diskografische Hinweise
- 1997: Jörg Seidel/Frank Delle/Matthias & Alexander Bätzel, Wolfgang Schlüter – Wherever You´ve Gone
- 2000: Florian Poser/Jörg Seidel/Thomas Stabenow – At the Seaside
- 2003: European Swing Trio – It Don´t Mean a Thing...
- 2006: Jörg Seidel Swing Trio & Ines Reiger
- 2009: Jörg Seidel Trio & Ron Williams – Jazzin´ Up the Soul
- 2011: Jörg Seidel/Achim-Kück-Quartett – Elegant Christmas
- 2015: Ron Williams & Jörg Seidel Trio: Hautnah (mit Matthias Bublath, Alex Meik)